# Chevrolet Classic 1990
Il Chevrolet Classic 1990 è stato un torneo di tennis. Questa è la 5ª edizione del torneo che fa parte della categoria ATP World Series nell'ambito dell'ATP Tour 1990. Si è giocato a Guarujá in Brasile su campi in cemento dal 5 al 12 febbraio 1990.

## Campioni

### Singolare maschile
Martín Jaite ha battuto in finale  Luiz Mattar con il punteggio di 3–6, 6–4, 6–3

### Doppio maschile
Javier Frana /  Gustavo Luza hanno battuto in finale  Luiz Mattar /  Cássio Motta con il punteggio di 7–6, 7–6